# باتيتسكيي (نوفغورود)
باتيتسكيي (بالروسية: Батецкий) هي مدينة في مقاطعة نوفغورود أوبلاست في روسيا.